# إدوارد جوزيف كولينز
إدوارد جوزيف كولينز (بالإنجليزية: Edward Joseph Collins)‏ هو عازف بيانو وملحن أمريكي، ولد في 10 نوفمبر 1886 في جوليت في الولايات المتحدة، وتوفي في 7 ديسمبر 1951 في شيكاغو في الولايات المتحدة.

## وصلات خارجية
- إدوارد جوزيف كولينز على موقع ميوزك برينز (الإنجليزية)